# Sonotrella indicativa
Sonotrella indicativa är en insektsart som beskrevs av Andrej Vasiljevitj Gorochov 2002. Sonotrella indicativa ingår i släktet Sonotrella och familjen syrsor. Inga underarter finns listade i Catalogue of Life.